# Lake of Fire
Lake of Fire är en promo-singel med det amerikanska alternativ rockbandet Meat Puppets. Låten släpptes på bandets andra studioalbum, Meat Puppets II, från 1984 och en nyinspelning av låten gjordes tio år senare och kom då med på bandets studioalbum Too High to Die. "Lake of Fire" spelas på de flesta av Meat Puppets konserter och de gånger Curt Kirkwood, sångaren i Meat Puppets, uppträder själv brukar han också sjunga låten.
Nirvana har också uppträtt med denna låt, vilket gjordes under inspelningen av MTV Unplugged in New York den 18 november 1993 i Sony Studios i New York. På scen fanns då bandmedlemmarna från Meat Puppets och Nirvana spelade under denna kväll även Meat Puppets låtar "Plateau" och "Oh, Me". Även Nirvana släppte denna låt som en promo-singel, vilket skedde under 1994.

## Låtlista
Alla låtar är skrivna och komponerade av Curt Kirkwood, om inte annat anges. 
| Nr | Titel                           | Längd |
| -- | ------------------------------- | ----- |
| 1. | Lake of Fire (1994 års version) | 3:12  |
| 2. | Lake of Fire (akustisk version) | 2:45  |
| 3. | Lake of Fire (liveversion)      | 2:56  |